# Qusarçay (ort)
Qusarçay är en ort i Azerbajdzjan.   Den ligger i distriktet Xaçmaz Rayonu, i den nordöstra delen av landet, 160 km nordväst om huvudstaden Baku. Qusarçay ligger 46 meter över havet och antalet invånare är 4 776.
Terrängen runt Qusarçay är lite kuperad. Närmaste större samhälle är Xaçmaz, 13,5 km sydost om Qusarçay.
Trakten runt Qusarçay består till största delen av jordbruksmark. Runt Qusarçay är det ganska tätbefolkat, med 129 invånare per kvadratkilometer.